# Nærum Gymnasium
Nærum Gymnasium eller NAG (oprindelig Nærum Amtsgymnasium indtil strukturreformen) er et alment gymnasium fra 2003 beliggende i forstaden Nærum i Rudersdal Kommune nord for København. Gymnasiet og dets udendørsarealer tæller i alt 16.000 m² og rummer ca. 1.200 studerende fordelt på 42 klasser og med ca. 120 ansatte, hvoraf ca. 100 er undervisere.
Den ene af forfatterne til reformbogen Primus, der blev brugt i den nu nedlagte Almen Studieforberedelse (AT), er tidligere lærer på NAG. Peter Føge underviste i samfundsfag og erhvervsøkonomi.
I 2011 havde gymnasiet landets niende højeste gennemsnit med 7,64. I 2019 var gennemsnittet på 8,2 og gymnasiet havde samme år ét af landets højeste undervisningseffekter på 0,3 (løfteevne), dvs. skolen er i høj grad i stand til at forbedre sine elevers udgangspunkt.

## Historie
Nærum Gymnasium begyndte som et pædagogisk projekt i Københavns Amt i 1999, og i maj 2000 udskrev amtet en arkitekturkonkurrence. Skolen åbnede i august 2003, og det er blevet omtalt som et arkitektonisk mesterværk.
Det første år, hvor alle tre årgange var fyldt op var skoleåret 2005/2006, og i sommeren 2006 dimitterede de første studenter.
Oprindeligt hed gymnasiet Nærum Amtsgymnasium, deraf akronymet NAG, men da amterne blev nedlagt og NG var taget (se Nørre Gymnasium), valgte man at lade det stå for Nærum Almene Gymnasium i stedet. Derfor har mange stole stadig et mærke, hvor der står Nærum Amtsgymnasium.[kilde mangler]
Som følge af gymnasiets popularitet[kilde mangler] og stigende antal elever åbnede man i oktober 2015 en tilbygning på 2.000 m². Bygningen har fået navnet Ellipsen efter dens form og er tegnet af Dall & Lindhardtsen, som også har tegnet hovedbygningen.
I november 2016 døde en elev foran gymnasiet, fordi han havde drukket sig fuld og ikke havde nok tøj på, så han frøs ihjel. Drengen var 17 år og gik i 1.g på Nærum Gymnasium. Han blev fundet søndag morgen omkring kl. 8 kun iført t-shirt, bukser og sko. Drengen havde en lørdag aften forladt en privat fest og havde af ukendte årsager søgt mod Nærum Gymnasium, hvor der på det tidspunkt ikke var nogen aktivitet.
I august 2017 kunne Rudersdal Kommunes borgmester Jens Ive på vegne af Friluftsrådet overrække elevernes Miljøudvalg Det Grønne Flag som symbol på det arbejde, som skolen havde gjort for at skabe en bæredygtig hverdag med mange initiativer til den grønne omstilling.
I marts 2018 blev tre elever fra gymnasiet landskendte,[kilde mangler] da de programmerede software, som blev udvalgt til blive brugt på Den Internationale Rumstation (ISS). Programmeringsforløbet var en del af gymnasiets interne talentudviklingsprogram NAGademy, som tilbyder forskellige kurser til særligt interesserede elever. De tre elevers software blev udvalgt, fordi det kunne fremme dyrkningen af kartofler i rummet.
I foråret 2018 tiltrådte Borgmester for Rudersdal Kommune Jens Ive som formand for Nærum Gymnasiums bestyrelse, hvor han afløste den tidligere borgmester Erik Fabrin, som havde været formand siden Nærum Gymnasium blev en selvejende institution som følge af strukturreformen i 2007
I december 2018 blev et samarbejde igangsat mellem Nærum Gymnasium, Københavns Universitet og medicinalfirmaet Bristol Myers Squibb om et projekt for udvalgte naturvidenskabelige studieretninger med vægt på bioteknologi og laboratorie-arbejde rundt omkring i Europa.

## Opbygning
Gymnasiet er delt op i syv studiecentre, der har navn efter planeterne: Merkur, Venus, Mars, Saturn, Uranus, Neptun og Pluto. Biblioteket er således blevet til Jupiter. Den store agora, som studiecentrene er bygget op omkring, fungerer som gymnasiets samlingspunkt.

## Rektorer
- Preben Bruun (2003-2014)[17]
- Niels Hjølund Pedersen (2014-)[18]